# Сегё, Габор
Габор Сегё (венг. Szegő Gábor) — математик венгерского происхождения, автор фундаментальных исследований по ортогональным многочленам и тёплицевым матрицам.
Родился в Кунхедьеше (входившем тогда в Австро-Венгрию, ныне — город в медье Яс-Надькун-Сольнок) в еврейской семье Адольфа Сегё и Гермины Нейман.
С 1912 года изучал математическую физику в Будапештском университете, среди преподавателей были Йозеф Кюршак, Беке Мано, Липот Фейер. На летнюю практику выезжал в Берлинский университет имени Гумбольдта и Гёттингенский университет, где слушал, в числе прочих, лекции Фробениуса и Гильберта. Во время учёбы в университете познакомился с Дьёрдем Пойей и Михаем Фекете.
Первая мировая война прервала его обучение, в 1915 году был призван в австро-венгерскую армию и служил в пехоте, артиллерии и воздушных войсках вплоть до 1918 года.
В 1918 году получил докторскую степень Венского университета за работу по тёплицевым матрицам. Среди учеников Сегё в 1918 году был пятнадцатилетний Джон фон Нейман.
В 1919 году женился на химике Анне Елизавете Неменьи, у супругов было двое детей. В 1920 году некоторое время проработал в банке, а затем — редактором журнала Fortschritte der Mathematik. В 1921 году получил степень приват-доцента Берлинского университета, где проработал до 1926 года. В 1924 году получил премию имени Дьюлы Кёнига. В 1926 году перешёл в Кёнигсбергский университет как преемник Конрада Кноппа.
В 1936 году эмигрировал из нацистской Германии в США, где начал преподавать в Университете Вашингтона в Сент-Луисе. В 1938 году стал деканом математического факультета в Стэнфордском университете, где проработал до выхода на пенсию в 1960 году. Скончался в Пало-Альто (Калифорния).
Опубликовал свыше 130 научных работ, из них — 4 книги в соавторстве. Монография «Ортогональные многочлены» (1939) оказала значительное влияние на последующее развитие прикладной математики, теоретической физики, численных методов и теории случайных процессов.
В честь Сегё названы математическая премия, а также начальное отделение и математический конкурс в школе, где он учился в детстве.